# Samgak Peak
Der Samgak Peak ist ein Berg auf King George Island im Archipel der Südlichen Shetlandinseln. Er ragt im Zentrum der Weaver-Halbinsel auf.
Südkoreanische Wissenschaftler benannten ihn deskriptiv nach der koreanischen Bezeichnung für eine dreiseitige Pyramide.